# Martin Broszat
Martin Broszat (Lipsia, 14 agosto 1926 – Monaco di Baviera, 14 ottobre 1989) è stato uno storico tedesco.

## Biografia
Fu tra i maggiori studiosi del nazismo, di cui analizzò l'ascesa e la caduta con approccio sociologico. Appartenente alla corrente funzionalista degli storici tedeschi del Terzo Reich, fu maggiormente noto per avere introdotto il concetto di "storicizzazione" (Historisierung) del nazismo, vale a dire un approccio storiografico senza pregiudizi e libero da giudizi morali.
Fu per diciassette anni direttore dell'Istituto di Storia Contemporanea di Monaco di Baviera.